# 16 avril 1945
Le 16 avril 1945 est le 106e jour de l’année 1945 du calendrier grégorien. Il s’agit d’un lundi.

## Événements

### Seconde Guerre mondiale
- Début de la Bataille de Berlin, opposant ce qui restait des forces du Troisième Reich à l'Armée rouge. Les combats s'achèvent le 2 mai 1945 par la reddition générale de la capitale allemande.
- Fin de la Bataille de Groningue opposant l'armée canadienne et l'armée allemande. La ville de Groningue est libérée, mettant fin à l'une des dernières zones d'occupation allemandes aux Pays-Bas[1].
- Début de la Bataille de Nuremberg. Elle s'achève le 20 avril 1945 par une destruction massive de la ville.
- Adolf Hitler donne son dernier ordre du jour. Il voit dans la mort récente de Franklin D. Roosevelt un tournant possible dans le conflit[2].
- L'Armee-Abteilung von Lüttwitz se rend deux semaines après sa constitution[3].
- Le Sous-marin soviétique L3 coule le paquebot Goya, transportant des réfugiés allemands fuyant les avancées de l'armée rouge. Le naufrage fait plus de 6000 morts.
- La Luftflotte 1 est reclassée en Luftwaffenkommando Kurland.

### Autres événements
- Fin de la 19e législature du Canada qui siégeait depuis le 16 mai 1940
- Lazar Koliševski devient le 1er Président de la République de Macédoine.

## Publications
- Le magazine Life publie une série de portraits de Donald Duck à la manière de plusieurs grands peintres[4]

## Naissances
- Michel Denisot, journaliste, producteur, animateur de télévision français. Depuis septembre 2004, il anime Le Grand Journal chaque soir sur Canal+.
- Stefan Grossman, guitariste et chanteur américain

## Décès
- Georg Haus, Generalleutnant allemand qui a servi au sein de la Heer dans la Wehrmacht pendant la Seconde Guerre mondiale.
- Joachim-Friedrich Lang, général de brigade allemand de la Seconde Guerre mondiale
- Willie Fung, acteur chinois émigré aux États-Unis
- Hans Joachim Scherer, médecin allemand. Il décède à la suite d'un bombardement allié.